# Stanislav Hnělička
Stanislav Hnělička (12. února 1922 Liberec – 4. listopadu 2016 Liberec) byl československý voják. V roce 1941 se stal vojákem 11. pěšího praporu – Východního, československé zahraniční armády, která se formovala v Egyptě. Zúčastnil se bojů v Libanonu a Sýrii, později pod velením gen. Klapálka bojoval u Tobruku. Po skončení bojů u Tobrúku byl převelen do Británie, kde byl zařazen do nově formované obrněné brigády se kterou se po vylodění v Normandii zúčastnil bojů u Dunkerque a v západní Belgii s 2. tankovým sborem.
Jeho hrdinství bylo oceněno nejen polským a dvěma československými válečnými kříži, ale také v roce 2005 francouzským Řádem čestné legie. Po únoru 1948 byl perzekvován a vězněn, až do své smrti se aktivně zapojoval do práce Československé obce legionářské a pomáhal tak udržovat základní myšlenky odkazu odboje během druhé světové války i ve vědomí mladších generací.
V roce 2007 mu prezident republiky Václav Klaus udělil Řád Bílého lva. U příležitosti 60. výročí ukončení 2. světové války mu prezident Francouzské republiky udělil Řád čestné legie.